# Гюйо-Дефонтен, Пьер Франсуа
Пьер Франсуа́ Гюйо́-Дефонте́н (фр. Pierre François Guyot-Desfontaines; 29 июня 1685, Руан — 16 декабря 1745, Париж) — французский писатель и литературный критик XVIII века. Представитель позднего классицизма.

## Биография и творчество
Был сначала иезуитом, но вышел из ордена и неоднократно попадал в тюрьму за буйства и скандалы. В Париже Дефонтен вместе с Эли Фрероном и Франсуа Гране редактировал «Journal des savants» (1724—1727), «Le Nouvelliste de Parnasse» (1730—1732), «Observations sur les écrits modernes» (1735—1743) и «Jugements sur les ouvrages nouveaux» (1744—1745). Его злое и остроумное перо создало ему массу врагов, в том числе Вольтера, который вначале покровительствовал Дефонтену и даже выручал из тюрьмы Бисетр, куда тот попал за сексуальные похождения с молодыми людьми, а потом осыпал беспощадной бранью в эпиграммах.
Дефонтен написал «Dictionnaire néologique à l’usage des beauxesprits, avec l'éloge de Pantalon Phoebus» (1726) и издал «Генриаду» Вольтера, с обстоятельной и безжалостной критикой.
В середине 1727 года он пересказал «Путешествия Гулливера» Свифта, удалив почти половину текста, дописав свой и основательно переписав остальное. В предисловии и письме Свифту он мотивировал удаления, умолчав о масштабе, наличием в книге «непроницаемых иносказаний, пресных намёков, мальчишеских выходок, тривиальных рассуждений, пошлых шуток» и т. п. Например, он даже вставил похвалы Франции и Людовику XIV, немыслимые для оригинала. Пересказ сразу жёстко раскритиковали некоторые специалисты, но расхваливала пресса и публика, потому до XX века его переиздавали целиком и в сокращениях около двухсот раз, до сих пор определяя репутацию Свифта во Франции как моралиста-фантазёра. Этот перевод послужил основой для многочисленных детских адаптаций романа. Дефонтен также написал продолжение «Путешествий» — «Новый Гулливер» (1730), в котором героем становится сын Гулливера, эта книга была встречена одобрительно-прохладно и быстро забыта. Также он перевёл с английского «Приключения Джозефа Эндруса» Филдинга (1743) и с латинского Вергилия (1763).
После смерти Дефонтена его друг аббат Жозеф де Ла Порт собрал воедино его разрозненные статьи и рецензии из разных журналов (L’Esprit de l’abbé Desfontaines, ou Réflexions sur différents genres de sciences et de littérature, avec des jugements sur quelques auteurs et sur quelques ouvrages autant anciens que modernes. T. 1—4. Londres; [Paris]. 1757).

## Дефонтен в пушкинской эпиграмме
Имя Дефонтена упомянуто в первой из цикла пушкинских эпиграмм «На Каченовского» (1818):
    Бессмертною рукой раздавленный зоил,

    Позорного клейма ты вновь не заслужил!

    Бесчестью твоему нужна ли перемена?

    Наш Тацит на тебя захочет ли взглянуть?

    Уймись — и прежним ты стихом доволен будь,

    Плюгавый выползок из гузна Дефонтена! 
Эпиграмма вызвана статьей Каченовского, опубликованной в журнале «Вестник Европы» и направленной против Н.М. Карамзина (здесь он фигурирует в образе Тацита). Заключительная строка эпиграммы — дословная цитата из стихотворения Вольтера «Бедняга».

## Книга
- Новый Жан Гулливер / Перевел Михайло Копьев. — М.: Унив. тип., у В. Окорокова, 1791.